# محسن روشن
محسن روشن (زاده ۱۳۲۸ در تهران) صدابردار و صداگذار سینما و تلویزیون است. وی تاکنون ۳ جایزه سیمرغ بلورین بهترین صداگذاری را گرفته‌است. از آثار وی می‌توان به آژانس شیشه‌ای، به رنگ ارغوان، مهاجر، دیده‌بان، مارمولک و سریال امام علی اشاره کرد.

## جوایز
| اسم فیلم                  | کارگردان          | نام جشنواره | دوره      | نوع جایزه               |
| ------------------------- | ----------------- | ----------- | --------- | ----------------------- |
| مهاجر                     | ابراهیم حاتمی کیا | فیلم فجر    | هشتم      | سیمرغ بلورین            |
| چشم شیشه ای               | حسین قاسمی جامی   | فیلم فجر    | نهمین     | سیمرغ بلورین            |
| ناصرالدین شاه آکتور سینما | محسن مخملباف      | فیلم فجر    | دهمین     | تقدیر هیئت داوران       |
| بر بال فرشتگان            | جواد شمقدری       | فیلم فجر    | یازدهمین  | سیمرغ بلورین            |
| وصل نیکان                 | ابراهیم حاتمی کیا | دفاع مقدس   | اولین     | جایزه جشنواره دفاع مقدس |
| کودک و فرشته              | مسعود نقاش زاده   | خانه سینما  | چهاردهمین | تندیس زرین              |

## مهم‌ترین آثار
فیلم‌ها:
جاده‌های سرد
دیده‌بان
دستفروش
سجاده آتش
آژانس شیشه ای
آدم‌برفی
روبان قرمز
شیدا
بازمانده
ناصرالدین شاه آکتور سینما
آب و آتش
عروس آتش
مسافر ری
به رنگ ارغوان
کنعان
مارمولک
سلام سینما
سریال‌ها
امام علی
خاک سرخ
ولایت عشق
روزهای به یاد ماندنی
شهریار
سرزمین کهن
گذر از رنجها